# Neotridactylus apicialis
Neotridactylus apicialis är en insektsart som först beskrevs av Thomas Say 1825.  Neotridactylus apicialis ingår i släktet Neotridactylus och familjen Tridactylidae. Inga underarter finns listade i Catalogue of Life.